# 阿克塞尔·米雄
阿克塞尔·米雄（法語：Axel Michon，1990年12月16日—）是一位法國職業網球運動員。

## 外部連結
- 阿克塞尔·米雄（英文/西班牙文）的官方資料
- 阿克塞尔·米雄的國際網球總會 職業／青少年 官方資料（英文）
- 阿克塞尔·米雄的官方資料（英文）